# Hôtel au 4, rue Clemenceau à Aix-en-Provence
L'hôtel au 4, rue Clemenceau à Aix-en-Provence est un hôtel particulier situé à Aix-en-Provence. 

## Histoire
Le monument fait l'objet d'une inscription partielle au titre des monuments historiques depuis 1949.